# Gatke épület
A Gatke épület a Willamette Egyetem oktatási épülete az Amerikai Egyesült Államok Oregon államának Salem városában. Az 1903-ban épült, Beaux-Arts-stílusú létesítményben korábban posta volt.

## Története
1901-ben elkezdődött Salem James Knox Taylor által tervezett első postájának építése. Korábban a posták magánlakásokban voltak; az első nyilvános épület a Kapitólium és a megyei bíróság között épült fel. Az acélból és téglából kialakított épületet homokkővel burkolták; a kő és a gránit Ashlandből, míg a fa és a tégla Salemből érkezett. Az 1903. április 1-jén átadott épületben 1937. október 16-áig működött a posta.
1938-ban az épületet hat hónap alatt az első egyetemi épület korábbi helyére mozgatták. A jogi főiskola 1939-től itt működött.
1952-ben a lebontott bírósági épületből ideköltöztették a Lady Justice szobrot. 1967-ben a jogi főiskolát a Truman Wesley Collins Jogi Központba költöztették; ekkor az épület díszeinek egy részét is átmozgatták. 1967 és 1986 között itt működött a politikatudományi tanszék.
1984-ben felkerült a salemi történelmi épületek listájára. A politikatudományi tanszék 1986-os kiköltözésétől az épületben irodák működnek, az alagsorban 1990 körül pedig szobrászműhelyt létesítettek.
2007-ben Christopher Curry a rendőrök elől menekülve kiugrott a második szintről.

## Stílus és felhasználási terület
Az épület a campus északkeleti részén, a 12. és State utcák csomópontjában, a megyei bírósággal szemközt fekszik. Névadója Robert Moulton Gatke, az intézmény első politikatudományi oktatója, aki 53 évig tanított. A Beaux Arts és részben olasz stílusú létesítmény homlokzata homokkő, teteje fém. Belül megtartották az eredeti márványpadlót és a bonyolult faalkotásokat.
Itt található a testnevelés-tudományi tanszék laboratóriuma, egy kutatóiroda, valamint az informatikai igazgatóság.

## Fordítás
- Ez a szócikk részben vagy egészben  a   Gatke Hall című angol Wikipédia-szócikk ezen változatának fordításán alapul.  Az eredeti cikk szerkesztőit annak laptörténete sorolja fel. Ez a jelzés csupán a megfogalmazás eredetét és a szerzői jogokat jelzi, nem szolgál a cikkben szereplő információk forrásmegjelöléseként.